# Прей (Монтана)
Прей (англ. Pray) — переписна місцевість (CDP) в США, в окрузі Парк штату Монтана. Населення — 790 осіб (2020).

## Географія
Прей розташований за координатами 45°24′56″ пн. ш. 110°39′7″ зх. д. / 45.41556° пн. ш. 110.65194° зх. д. (45.415488, -110.651850).  За даними Бюро перепису населення США в 2010 році переписна місцевість мала площу 75,51 км², з яких 74,14 км² — суходіл та 1,37 км² — водойми.

## Демографія
Згідно з переписом 2010 року, у переписній місцевості мешкала 681 особа в 313 домогосподарствах у складі 201 родини. Густота населення становила 9 осіб/км².  Було 455 помешкань (6/км²).
Расовий склад населення:
| - 96,5 % — білих - 0,4 % — азіатів - 0,3 % — корінних американців - 0,1 % — чорних або афроамериканців |

До двох чи більше рас належало 2,2 %. Частка іспаномовних становила 0,6 % від усіх жителів.
За віковим діапазоном населення розподілялося таким чином: 17,2 % — особи молодші 18 років, 69,3 % — особи у віці 18—64 років, 13,5 % — особи у віці 65 років та старші. Медіана віку мешканця становила 49,3 року. На 100 осіб жіночої статі у переписній місцевості припадало 106,4 чоловіків;  на 100 жінок у віці від 18 років та старших — 110,4 чоловіків також старших 18 років.
Середній дохід на одне домашнє господарство  становив 47 083 долари США (медіана — 35 750), а середній дохід на одну сім'ю — 59 078 доларів (медіана — 44 750). За межею бідності перебувало 7,6 % осіб, у тому числі 0,0 % дітей у віці до 18 років та 0,0 % осіб у віці 65 років та старших.
Цивільне працевлаштоване населення становило 233 особи. Основні галузі зайнятості: освіта, охорона здоров'я та соціальна допомога — 22,7 %, будівництво — 20,6 %, мистецтво, розваги та відпочинок — 15,5 %, сільське господарство, лісництво, риболовля — 13,7 %.